# DN4
DN4 este un drum național din România care leagă Bucureștiul de orașul Oltenița.